# Абду Сідіку Ісса
Абду Сідіку Ісса — нігерський військовий командир. 31 березня 2023 року був назначений на посаду начальника генерального штабу збройних сил Нігеру.
Після призначення президентом 26 липня він взяв участь у поваленні президента Мохамеда Базума у військовому перевороту 2023 року, та підтримав Національну раду захисту батьківщини, учааником якої він міг бути, хоча це наразі невідомо.
Будучи начальником генерального штабу Збройних сил Нігеру він відіграє важливу роль у роботі країни та зберіг свою посаду після військового перевороту проти законно вибраного президента Нігера.